# Bruno Weber (Künstler, 1954)

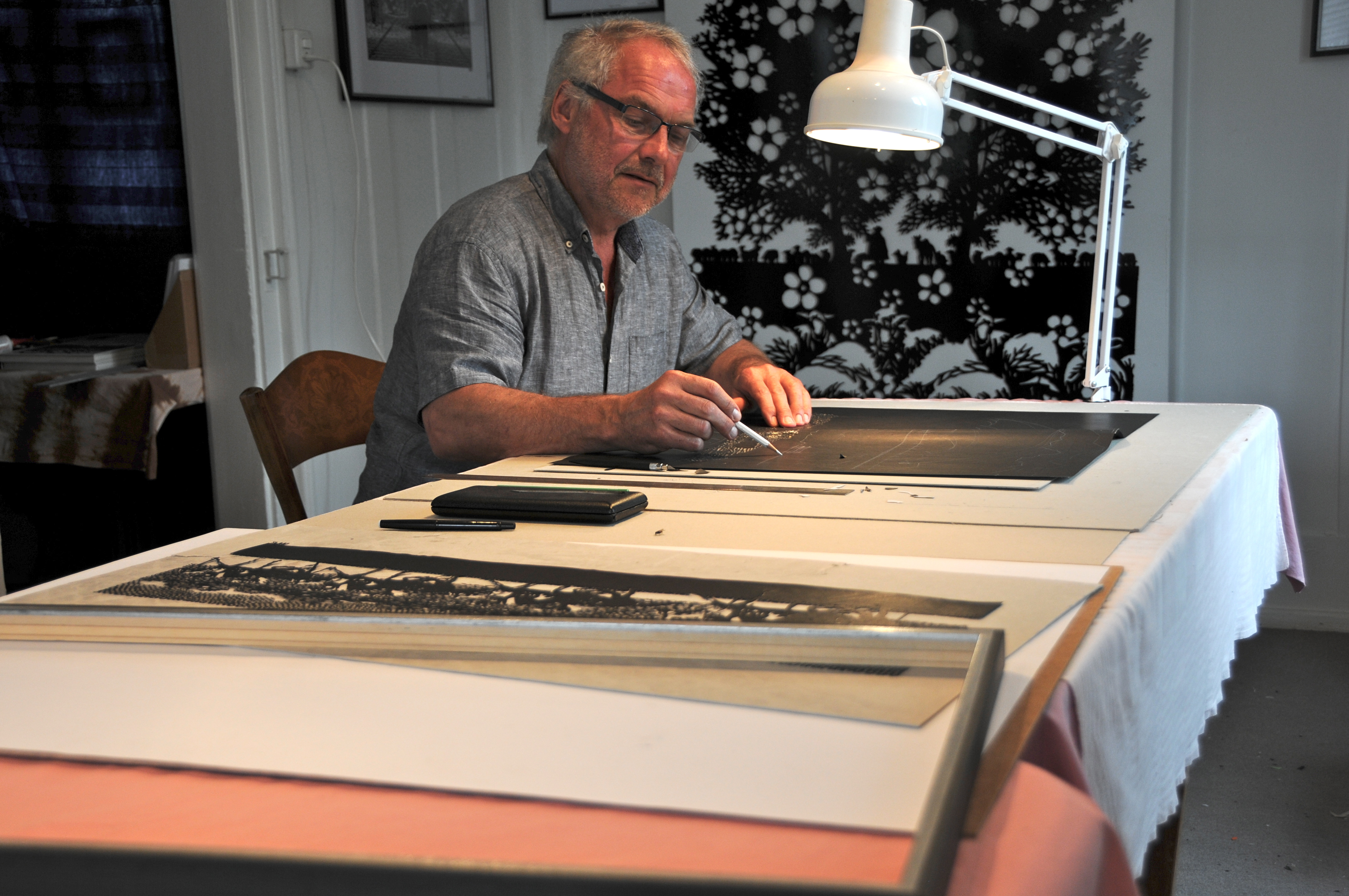
Bruno Weber am Arbeitstisch in seinem Atelier in Vordemwald.

Bruno Weber (* 2. Juni 1954 in Vordemwald) ist ein Schweizer Papierschneider, Maler und Kunstvermittler.

## Biografie
Von 1977 bis 1980 besuchte der ausgebildete Reallehrer die Kunstgewerbeschule in Zürich. Bis 2014 arbeitete er, neben seinem Engagement in der Lehrerinnen- und Lehrerbildung und in vielen gestalterischen Projekten, erfolgreich in den Bereichen Malen und Papierschnitt. Er bot Workshops unter anderem in China, mit Gastauftritten an den Universitäten von Hangzhou und Peking an. 2005 und 2016 erschienen die beiden Bücher „Spiegelungen des Lebens“ und „Suche nach dem Licht“.
Bruno Weber lebt mit seiner Frau in Glashütten bei Murgenthal. Sie haben drei erwachsene Töchter.

## Gestaltungstechniken
Bruno Weber schneidet das meist gefaltete Papier mit einem feinen Cutter. Schweizer Holzschnitte von Félix Vallotton, Emil Zbinden oder Heinz Keller haben ihn mehr beeinflusst als traditionelle Scherenschnitte. Für seinen persönlichen Stil verwendet er den Begriff Papierschnitt. Die Malerei hat einen starken regionalen Bezug zu den Landschaften rund um den Boowald bei Vordemwald. Als ausgebildeter Fachdidaktiker für Werken und Gestalten arbeitet er auch dreidimensional mit vielen weiteren Materialien. Bruno Weber zählt zu den bekanntesten Papierschneidern der Schweiz.
- Papierschnitte: Meist mit dem Messer geschnittene, einmal gefaltete, schwarze Papiere. Das Resultat ist ein beinahe symmetrisches filigranes Papiernetz, das dicht unter der Glasscheibe im Rahmen liegt.
- Metallschnitte: Ein Papierschnitt als Vorlage wird eingelesen, vergrössert, mit Hilfe der Lasertechnik aus einer Chromstahlplatte geschnitten, eingefärbt und freistehend montiert.
- Malerei: Landschaftbilder in Aquarell- oder Acryltechnik die in freier Natur gemalt und fertiggestellt werden.
- Geschnittene Aquarelle: Das spontane Aquarellieren und das sorgfältige Papierschneiden wird zu einer farbigen dreidimensionalen Papierfläche kombiniert.

## Ausstellungen (Auswahl)
- 1986 Hofgalerie Gartenlaube, Zofingen «Papierschnitte, Aquarelle und Acrylbilder»
- 1988 Kornhaus Bern, 2. Berner Scherenschnitt-Ausstellung
- 1990 Interlaken, 4. Berner Scherenschnitt-Ausstellung
- 1991 Yamanota Oguni, Japan, Schweizer Scherenschnitte in Japan
- 1992 Winterthur, 3. Schweizerische Scherenschnitt-Ausstellung
- 1993 Musée Gruérie, Bulle, 3. Schweizerische Scherenschnitt-Ausstellung
- 1994 Peking, China, Chinesisch-schweizerische Scherenschnittausstellung
- 1995 Galerie Pitsch Geissbühler, Zofingen, «Papierschnitte und Landschaftsbilder»
- 1996 Glashütten, Murgenthal, «Landschaftsbilder von Murgenthal»
- 1997 Stein AR, «Schweizer Scherenschnitte»
- 1998 Freilichtmuseum Ballenberg «Vom Baum zum Lebensbaum»
- 1999 Alpines Museum, Bern, 5. Berner Scherenschnitt-Ausstellung
- 2001 Weberei- und Heimatmuseum Ruedertal, «Papierschnitte und Aquarelle»
- 2002 Musée Gruérien, Bulle 5. Schweizerische Scherenschnitt-Ausstellung
- 2003 Vordemwald, «0bjekte und Bilder»
- 2004 Burgdorf, 7. Scherenschnittausstellung, Kanton Bern
- 2005 Interlaken, Scherenschnittausstellung zum Unspunnenfest
- 2006 Hongkong, Chinesisch-schweizerischer Kulturaustausch „Paper-cutting“
- 2006/2007 Chateau de Prangins, 6. Schweizerische Scherenschnitt-Ausstellung
- 2008 Zug, Schnittzauber, Papierschnittkunst aus China und Europa
- 2008 Sewanee, TN, USA, «Cutting Fine, Cutting Deep»
- 2009 Zürich Museum Bellerive, 7. Schweizerische Scherenschnittausstellung «Scherenschnitte – Kontur pur»
- 2010 Tsinghua-Universität Peking China / Hangzhou China Academy of Art, The Art of Paper-cutting: East meets West
- 2011 Vordemwald, «Einschnitt China», Papierschnittausstellung
- 2012 Schloss Schöftland, «Papierschnitte und Wandobjekte»
- 2014, Kirie Art Museum in Minbu Japan, Schweizerische Scherenschnitt-Ausstellung
- 2014/2015 Nationalmuseum in Schwyz, Prangins und Zürich, 8. Schweizerische Scherenschnittausstellung
- 2015, Deggendorf DE, International Paper Art Triennial, Papier Global III
- 2016 Vordemwald, «40 Jahre Papierschnitt», Ausstellung und Buchvernissage
- 2017 Frankfurt am Main, „Picknick-Zeit“ ein Ausstellungsprojekt